# Joseph Mewis
Joseph Mewis (Amberes, 23 de marzo de 1931-Amberes, 10 de abril de 2025) fue un deportista belga especialista en lucha libre olímpica donde llegó a ser subcampeón olímpico en Melbourne 1956.

## Carrera deportiva
En los Juegos Olímpicos de 1956 celebrados en Melbourne ganó la medalla de plata en lucha libre olímpica estilo peso pluma, tras el luchador japonés Shozo Sasahara (oro) y por delante del finlandés Erkki Penttilä (bronce).